# El Jebel
El Jebel é uma Região censo-designada localizada no estado americano de Colorado, no Condado de Eagle.

## Demografia
Segundo o censo americano de 2000, a sua população era de 4488 habitantes.

## Geografia
De acordo com o United States Census Bureau tem uma área de
17,4 km², dos quais 17,4 km² cobertos por terra e 0,0 km² cobertos por água.

## Localidades na vizinhança
O diagrama seguinte representa as localidades num raio de 32 km ao redor de El Jebel.